# زلزال الحدود الإيرانية العراقية 2017
زلزال الحدود العراقية الإيرانية هو زلزال عنيف ضرب إيران بالقرب من المنطقة الحدودية بين العراق وإيران مساء الأحد 12 تشرين الثاني/نوفمبر 2017 بقوة وصلت إلى 7.3 درجة على مقياس درجة العزم في مدينة حلبجة العراقية و7.6 درجة على مقياس درجة العزم في مدينة كرمنشاه الإيرانية حيث كان مركز الزلزال مدينة كرمنشاه، ووقع في منطقة الحدود الإيرانية العراقية بحوالي 32.2 كيلومتر (20.0 ميل) جنوب شرق مدينة حلبجة في تمام الساعة 21:18 بالتوقيت المحلي. ولقد استشعرت الهزة الأرضية على عموم العراق ووصل التأثير إلى دول إيران، والكويت والإمارات العربية المتحدة. بينما شعر سكان دير الزور والحسكة بسوريا بالزلزال بشكل طفيف. تجاوزت حصيلة ضحايا الزلزال في 14 تشرين الثاني/نوفمبر 2017، الأربعمائة قتيل وسبعة آلاف وأربعمائة مصاب في كلاً من إيران والعراق. وذكرت السلطات الإيرانية أن هذه الحصيلة من الممكن أن ترتفع بسبب الصعوبات التي تواجهها فرق الإنقاذ.

## الأضرار والخسائر

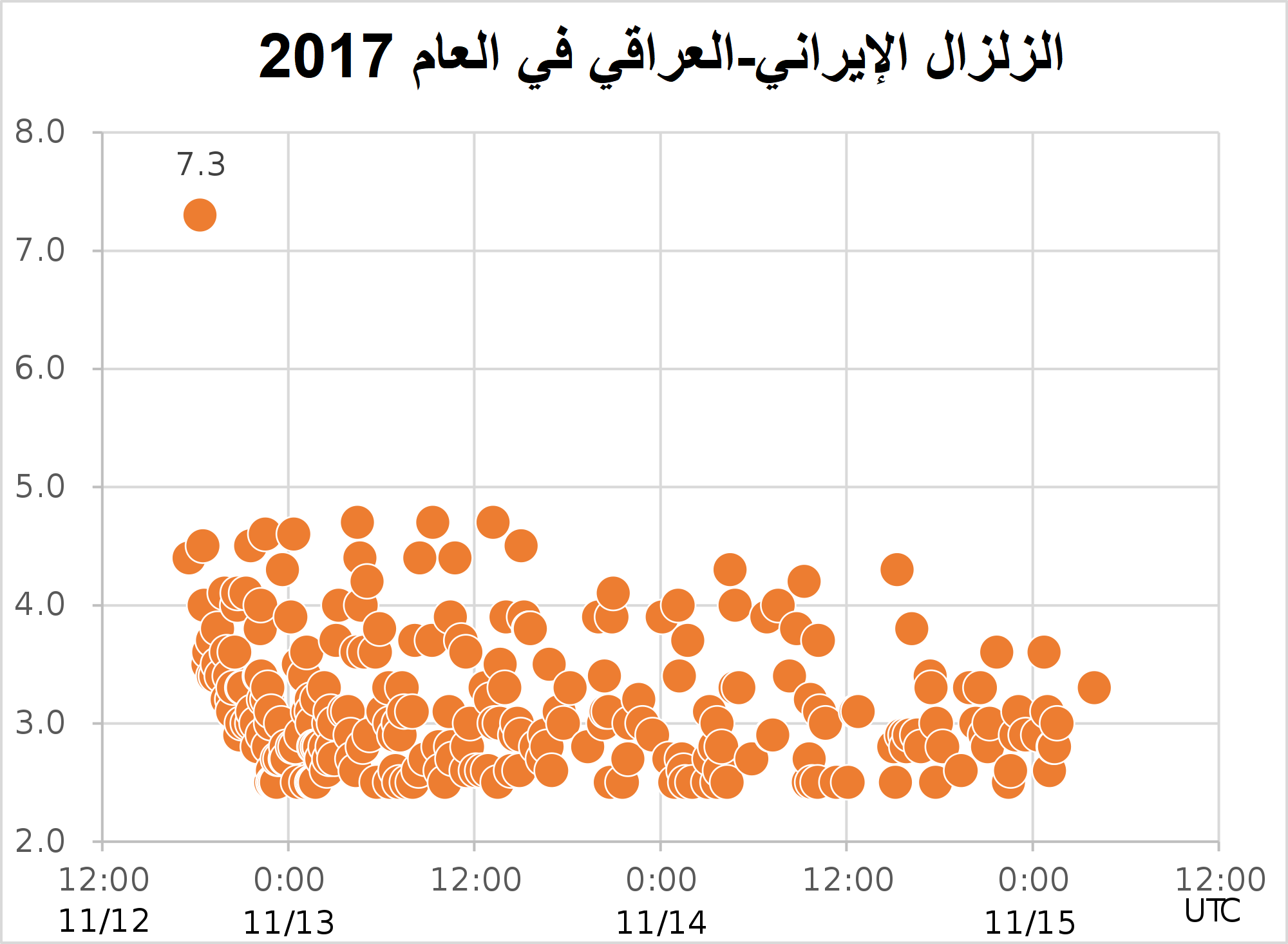
رسم بياني يوضح الهزات التي تلت الزلزال.

### في إيران
أعلنت السلطات مقتل نحو 474 شخصاً وجرح حوالى 9388 آخرين معظمهم في مقاطعة كرمانشاه غربي البلاد المتاخمة للعراق، وصرحت جمعية الهلال الأحمر الإيراني، أن الزلزال تسبب بضرر في ثمانية قرى، وأن بعض القرى انقطعت فيها الكهرباء ووسائل الإتصال.
بينما أعلن محافظ كرمنشاه لاحقاً بأن الزلزال قد ألحق خسائر ب 7 مدن و1930 قرية في المحافظة وخلف أضراراً مادية جسيمة، فضلاً عن مئات القتلى والجرحى. صرح مدير العلاقات العامة لدائرة الطب العدلي في كرمانشاه أن الزلزال الذي ضرب محافظة كرمانشاه خلّفَ 530 قتيلاً و7460 جريحاً وأن العدد مُرشح للارتفاع.

### في العراق
أعلن وزير الموارد المائية العراقي، حسين الجنابي عن حدوث انزلاقات في الجبل المجاور لسد دربندخان، وسقوط قطع أحجار في المسيل المائي للسد، فضلاً عن انهيار بعض البيوت المجاورة جراء الهزة الأرضية التي ضربت عموم مناطق البلاد. ودعا وزير زراعة إقليم كردستان العراق عبد الستار مجيد المواطنين إلى الابتعاد عن سد دربندخان، بسبب إصابته بأضرار جرّاء الزلزال.
كذلك أدت الهزة إلى انهيار مبنى منارة جامع في قضاء خانقين. وأعلنت هيئة التقاعد الوطنية عن توقف العمل في مبنييها لإصابتها بأضرار نتيجة الهزة الأرضية.
أعلنت وزارة الصحة العراقية، عن آخر إحصائية لعدد الإصابات والوفيات، حيث بلغت سبعة حالات وفاة في إقليم كردستان العراق و535 إصابة في كافة المحافظات التي تأثرت بالهزة. فيما أعلن الهلال الأحمر العراقي إلى تسجيل أضرار كبيرة في الممتلكات الخاصة والعامة، موضحاً أن الخسائر أغلبها كانت في مناطق تابعة لمحافظة السليمانية.
أعلن الهلال الأحمر العراقي عن أرتفاع الوفيات إلى 10 أشخاص و430 جريح.

## المساعدات والإغاثات

### في إيران

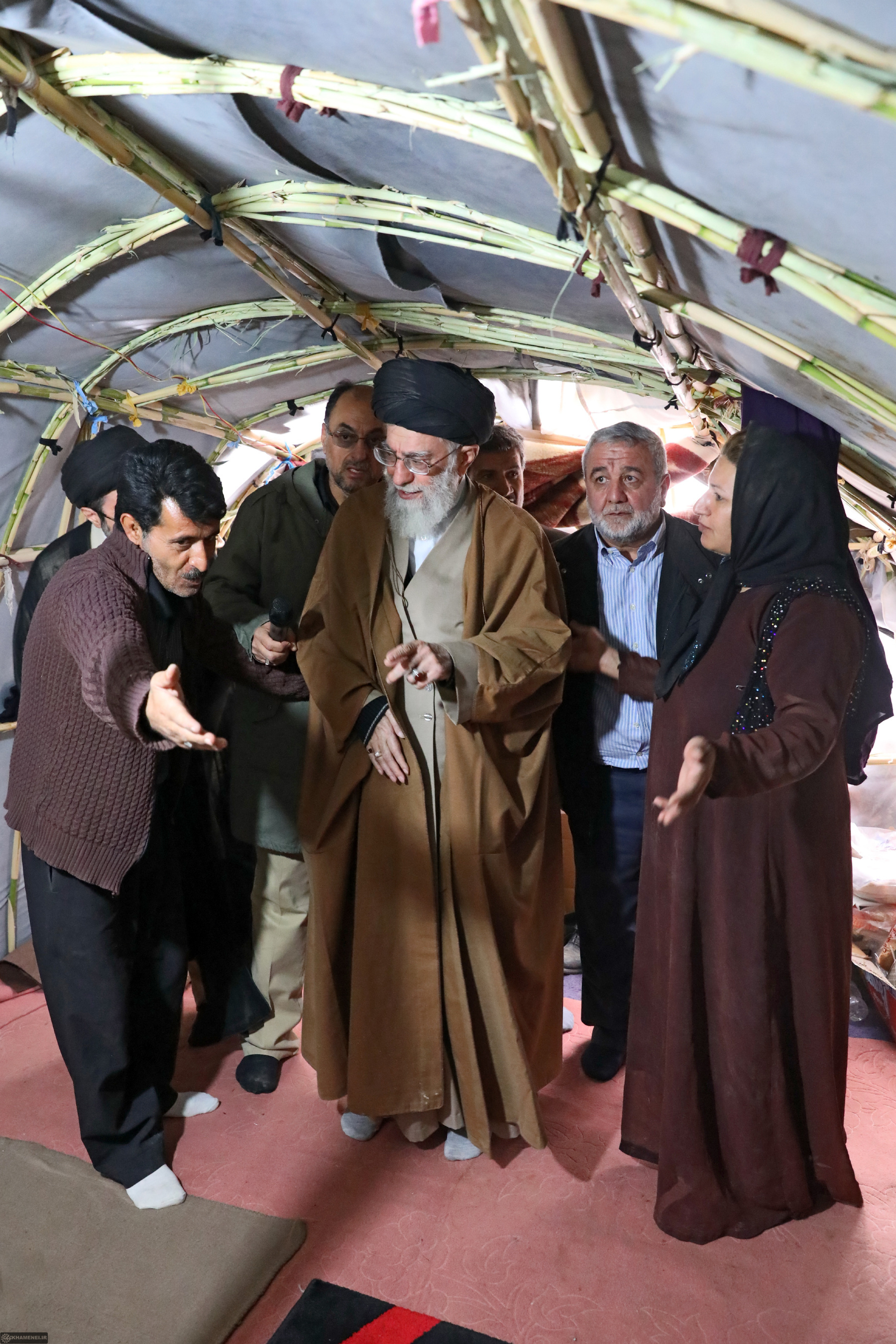
حضور المرشد الأعلى للثورة الإسلامية آية الله الخامنئي في خيمة أحد المنكوبين بالزلزال أثناء زيارة المناطق المنكوبة بالزلزال

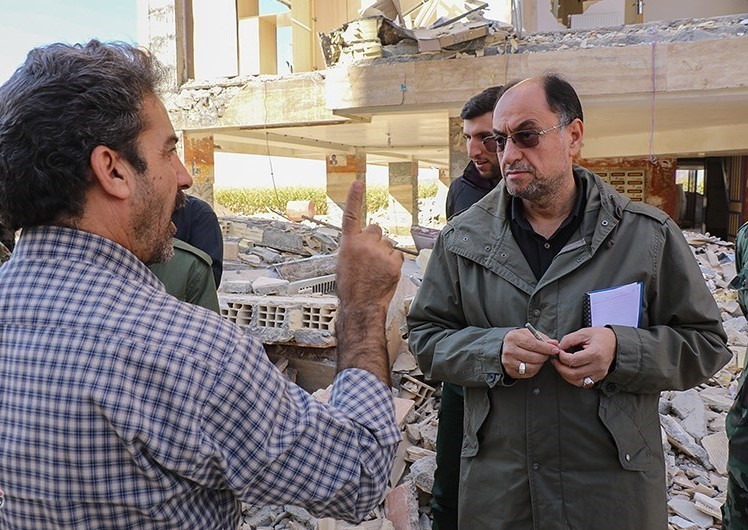
زيارة وحيد حقانيان المساعد الخاص لمكتب المرشد الأعلى للثورة الإسلامية لمنطقة الزلزال

في الساعات الأولى من الحدث وجّه قائد الثورة الإسلامية آية الله علي الخامنئي عبر بيان جميع المسؤولين وكل الأجهزة الحكومية العسكرية وغير العسكرية وقوات التعبئة وحرس الثورة الإسلامية والجيش إلى بذل أقصى جهودهم لمساعدة المتضريين من الزلزال. كما أكد كلّ من رئيس الجمهورية ورئيس الأركان العامة للقوات المسلحة على تعبئة كافة إمكانات البلاد والقوات المسلحة من أجل إنقاذ المنكوبين.

#### جمعية الهلال الأحمر الإيراني

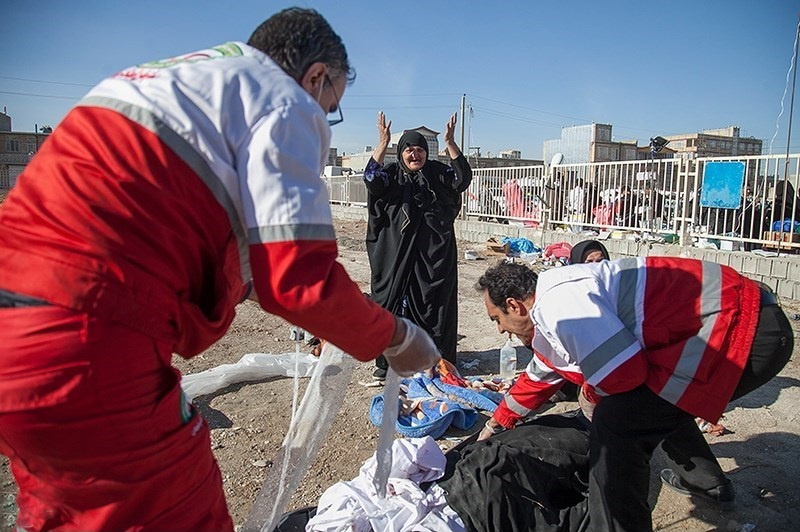
جمعية الهلال الأحمر الإيراني تقدم المساعدة للمصابين

فحسب المدير العام للصحة والعلاج لجمعية الهلال الأحمر الإيرانية تمّ إرسال الفرق الصحية جنبا إلى جنب مع فرق الإنقاذ لتقديم الخدمات والإغاثة للمتضررين. ووفقاً لرئيس منظمة الإغاثة والإنقاذ لجمعية الهلال الأحمر الإيرانية تمّ إرسال 26 ألف بطانية و10 آلاف خيمة إلی المنطقة. كذلك بادر أهالي العاصمة الإيرانية طهران بالتوجه نحو مراكز تبرع الدم، من أجل الجرحى والمصابين.
وفي 20 تشرين الثاني/نوفمبر أعلن رئيس منظمة الإغاثة والإنقاذ للجمعية أنه «قد تم حتى الآن توزيع ما يقرّب من 80 ألف خيمة الإغاثة و239 ألف بطانية و640 ألف علبة معلبة بين مصابي الزلزال». مضيفًا أنه «قد تمّ توزيع 35 طنًّا من الأرز و 733 ألف زجاجة من المياه و18 الف و118 من مواقد الكيروسين و56 ألف من السجاد و32 ألف و 237 مجموعات من الأطباق و 122 ألف كغ من غلاف النايلون و58 ألف غالون من المياه و25 ألف كغ من التمور و143 ألف رغيف من الخبز بين مصابي الزلزال.»

#### الحکومة الإيرانية
في 12 تشرين الثاني/نوفمبر أصدر رئيس الجمهورية الإيرانية حسن روحاني قرارا يكلف فيه نائبه الأول إسحاق جهانغيري بتعبئة كافة إمكانات البلاد من أجل إنقاذ المواطنين العالقين تحت الأنقاض ودعا جهانغيري إلى إدارة هذا الملف بأقصى درجات المسؤولية من أجل إنقاذ المواطنين العالقين تحت الأنقاض، معالجة الجرحى، وتوفير كافة الاحتياجات اللازمة للمواطنين المتضررين. وفي 13 تشرين الثاني/نوفمبر أمر روحاني وزراء البلد ومن ضمنهم وزير الصحة ورئيس جمعية الهلال الأحمر ووفد من مكتب رئاسة الجمهورية بالتوجه نحو المناطق المنكوبة في كرمانشاه لتقديم المساعدات الكاملة لأهالي الضحايا واطلاع رئيس الجمهورية على تقارير بالاجراءات المتخذة. وفي صباح اليوم الثلاثاء المصادف 14 تشرين الثاني/نوفمبر بدء الرئيس الإيراني حسن روحاني جولته في المناطق المنكوبة غرب البلاد مؤكدا على أن الحكومة ستسعى لحل مشكلة السكن بأسرع وقت ممكن، وصرح بأن الحكومة ستمنح المتضررين قروضاً غير مسترجعة لإعادة بناء بيوتهم. کما أعلنت الحكومة الإيرانية عن خطة طوارئ من أجل إسكان المتضررين من الزلزال بشكل مجاني إلى جانب خطط أخرى لإمدادهم بالحصص الغذائية والتموينية وتم تخصيص نحو 250,000,000 مليون دولار من اجل إعادة بناء الوحدات السكنية المدمرة وترميم المتضررة منها للتخفيف من آثار هذا الزلزال على المواطنين.

#### حرس الثورة الإسلامية

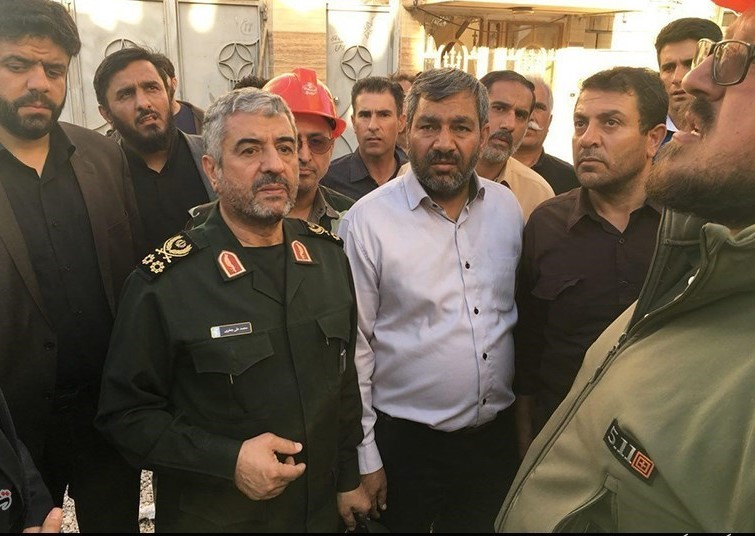
القائد العام للحرس الثوري اللواء جعفري يتفقد المناطق المنكوبة بالزلزال

ووفقا الناطق باسم حرس الثورة الإسلامية العميد رمضان شريف تم تحشيد قوات المشاة وقوات التعبئة من أجل إيصال الإغاثة والمساعدات الأولية في المناطق المنكوبة وإزالة الحطام من أجل التخفيض من عدد الخسائر البشرية وبالتزامن مع إجراءات الوحدات البرية والمشاة أقبلت الوحدات العلاجية والطبية أيضا بإقامة وحدات علاجية ميدانية في المناطق المتضررة من أجل أغاثة المجروحين والمصابين والتعاون مع المستشفيات المعنية بالإغاثة. والخطوة الثالثة التي اتخذها الحرس الثوري تعود لعمليات قامت بها وحدات مقر خاتم الأنبياء للإعمار في شمال غربي إيران (المعنيين بالمشاريع المائية في تلك المنطقة) من خلال استخدام أكثر من 3000 جهاز من المعدات الهندسية الثقيلة لإزالة الركام وفتح طرق المواصلات التي اُغلقت بسبب انهيار الجبل، وذلك سيساهم بشكل ملحوظ في تسريع عمليات الإغاثة. وفي اليوم الثلاثاء تفقد القائد العام لحرس الثورة الإسلامية اللواء محمد علي جعفري، أقصى المناطق المنكوبة بالزلزال في محافظة كرمانشاه. وتمّ إرسال 475 من الطاقم الطبي للحرس الثوري إلى هذه المحافظة. كذلك نقل الحرس الثوري الإسلامي أكبر مستشفى ميداني في البلاد من أصفهان إلى كرمانشاه لرعاية المصابين في المناطق المنكوبة ويضم هذا المسشتفى الميداني معدات طبية كاملة في مختلف الاختصاصات إضافة كميات كبيرة من الأدوية. وقال قائد القوة البرية للحرس الثوري العميد باكبور أنه تمّ إرسال المجموعات الهندسية التابعة لهذه القوة من أجل إغاثة مصابي الزلزال والتي تتمركز في المنطقة، مشيرًا إلی أن الحرس الثوري يقوم بطبخ الآلاف من المطابع الغذائية الساخنة وتوزيعها بين مصابي الزلزال يوميًّا.
وقال النائب المنسق للقوة البرية التابعة للحرس الثوري أنّ «وحدات القوة الهندسية التابعة للحرس الثوري سيقوم بنشر الحمامات والمراحيض المتنقلة في جميع القرى كما وصلت الشحنة الأولى من الحمامات والمراحيض إلى المنطقة، وتقوم الوحدات الهندسية الموجودة في القوات البرية التابعة للحرس بتثبيته في القرى» مضيفا أنّنا «سنقوم بتجهيز جميع القرى في المنطقة بمجموعات من الحمامات والمراحيض المتنقلة».

#### الباسيج

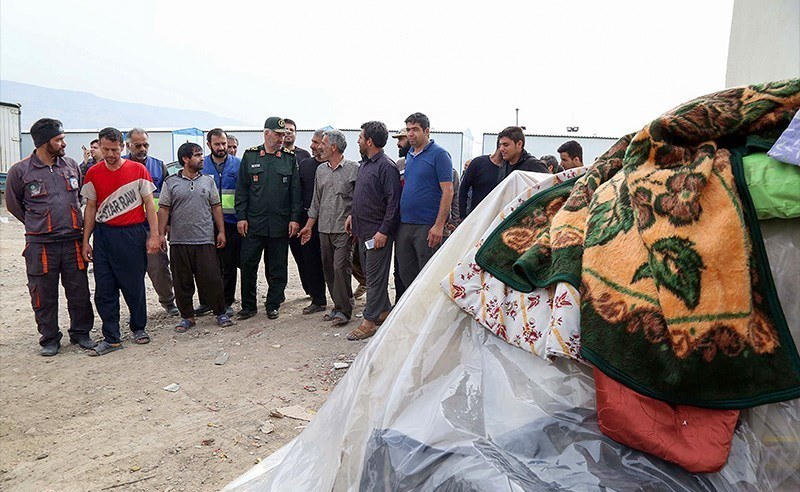
العميد علي فضلي نائب منظمة الباسيج في يتفقد مناطق الزلزال

في الأيام الأولى من الزلزال، أنشأت منظمة الباسيج مقرا خاصا للمناطق المنكوبة بالزلزال تحت مسؤولية نائب المنظمة العميد علي فضلي وباستخدام الباسيجيين المحليين في المنطقة، في شكل كتائب الإمام علي والإمام الحسين وبيت المقدس، قامت إلى جهود من أجل إغاثة مصابي الزلزال. فتم إرسال العميد فضلي مع مسئولي جمعية الباسيج الطبية، ووحدات المهندسين المدنيين، وإعادة الإعمار، والعلاقات العامة للباسيج إلى المنطقة. ويقوم هذا المقر بمعالجة المصابين والمساعدة في إزالة الحطام. وحتی اليوم الثالث من الزلزال، تمّ إرسال 100 ألف زجاجة ماء و50 ألف طعام معلب و2000 بطانية ومواد أخرى ضرورية من قبل مؤسسة الباسيج التعاونية إلى مناطق الزلزال. كما تساعد منظمة الباسيج، باستخدام نحو 150 مجموعة من قوات تعبئة بعملية إزالة الحظام والإغاثة لمصابي الزلزال. وقال مسؤول أعمال البناء لمنظمة الباسيج الطلابية أنّه يتم جمع التبرعات الشعبية في 200 جامعة في البلاد نقدا وغير نقدية وبعد نقله إلى المعسكر الجهادي في سربل ذهاب، يتم توزيعها بين مصابي الزلزال.
وفي 19 تشرين الثاني/نوفمبر أعلن رئيس منظمة للبناء العميد غلامي، بدء البناء في المناطق المنكوبة بالزلزال في مقاطعة كرمانشاه قائلًا «بعد إزالة الحطام وتحديد بعض القضايا الإدارية، سنعيد بناء القرى وبناء بيوت للشعب في غضون 45 يوما إلى شهرين.»

#### جيش الجمهورية الإسلامية الإيرانية
صرّح قائد وحدات الصحة والعلاج والإغاثة التابعة للقوة البرية للجيش العميد جليل رجبي بأنه تم إرسال مستشفيين ميدانيين من أرومية ومهران إلى سربل ذهاب ومستشفى ميداني من القوة الجوية للجيش إلى المنطقة معلنا بأن فريقين من الطلبة الجامعيين والاستاذة في جامعة العلوم الطبية للجيش وفريق للجراحة مع أخصائيين في مختلف الاختصاصات، توجهوا إلى منطقة الزلزال لتقديم الخدمات اللازمة.
كذلك عقدت لجنة الازمات والكوارث التابعة للقوات الجوية الايرانية اجتماعاً عقب وقوع زلزال وقررت إرسال الفريق الطبي الذي كان يتواجد في مطار إيلام لمساعدة زوار الأربعين الحسيني، إلى ثكنة أبوذر في «سربل ذهاب»، كما تم إرسال فريق طبي آخر من مطار الشهيد نوجه في همدان إلى كرمانشاه حيث اقام مشفى ميداني وبدأ بمعالجة المصابين. هذا وصدرت الاوامر لقاعدة الشهيد دوران الجوية في شيراز ووحدتي في دزفول والشهيد لشكري في مهرآباد والشهيد نوجه في همدان للبقاء على أهبة الاستعداد من أجل إرسال طائرات اليوشن لنقل المصابين وتقديم المساعدات الاولية.
وأعلن قائد القوات البرية للجيش الإيراني العميد كيومرث حيدري أن 145 مروحية للجيش الايراني مستعدة للتوجه إلى المناطق التي تضررت جراء الزلزال. ونوّه حيدري إلى أن القوات البرية بدأت منذ يوم أمس تقديم المساعدات، لافتا إلى ان معالجة المصابين اثر الزلزال في ثكنة أبوذر وذلك بسبب تدمير مسشفى سربل ذهاب في الزلزال. وأوعز قائد القوات البرية للجيش الإيراني إلى 4 وحدات من القوات للإسراع في رفع الانقاض وانقاذ المصابين.
في 19 تشرين الثاني/نوفمبر وفي جولة ثانية له لزيارة المناطق المنکوبة بالزلزال قال القائد العام للجيش الإيراني اللواء الموسوي أنه تم وصول 50 ناقلة مقطورة تحمل حاويات صحية إلى محافظة كرمانشاه، وتم نشرها في المناطق التي ضربها الزلزال.

#### العتبة الرضوية
قال نائب العتبة الرضوية أنّه تمّ إرسال الجماعات التعبوية والخدّام إلى مناطق الزلزل مؤكّدا أن «في الوقت الحاضر، قد تم نقل المطبخ المركزي، للعتبة المقدسة الرضوية الذي كان متمركزا في الحدود الإيرانية بمدينة مهران لخدمة زوار الأربعين، إلى قصر شيرين لخدمة سكان المناطق المتضررة. فتم إنشاء وحدتين للمطبخ في مدينتي قصر شيرين وسربل ذهاب، قائلا إن هذه المطابخ تطبخ أكثر من 50 ألف طعام ساخن يوميا وتوزّعها بين مصابي الزلزل.

### التُركية
أرسلت تركيا فريق بحث وإنقاذ تركي إلى معبر خابور الحدودي تمهيداً للانتقال إلى المناطق التي تضررت من الزلزال، وأن الفريق مؤلف من 30 شخصاً و5 سيارات. وأعلنت جمعية الهلال الأحمر التركية، إرسال مساعدات إنسانية إلى العراق، وتضمنت 3 آلاف خيمة، و10 آلاف سرير، و10 آلاف بطانية ومطبخ متنقل، وتُعد تُركيا أول دولة توجه مساعدات إغاثية إلى العراق أثر الزلزال. وأُعلن عن نبأ إقلاع طائرة شحن عسكرية تركية مُتجهة إلى مدينة السليمانية.
وقد توجهت طواقم هيئة الإغاثة الإنسانية التركية إلى منطقة الزلزال بالعراق، ودخلت جميع طواقمها في جميع أنحاء تركيا في حالة تأهب.
وقد وصلت طائرة شحن تُركية إلى مطار السليمانية الدولي على متنها طواقم بحث وإنقاذ ووحدة طبية تحت تنسيق إدارة الكوارث والطوارئ التُركية، مُصطبحة الخيم والبطانيات وطواقم وتجهيزات الإسعافات الأولية. وأطلق الهلال الأحمر التُركي، حملة جمع تبرعات لضماد جروح المتضررين من الزلزال.
وأرسلت إدارة الكوارث والطوارئ التركية وفداً إلى ناحية دربنديخان، للإطلاع على حجم الأضرار التي لحقت بالمنطقة والمساعدات التي يحتاجها السكان. وأرسلت ملاطيا التُركية أربع شاحنات تحمل مواداً إغاثية إلى المتضررين.
أعلن الهلال الأحمر التركي، أنتهائه من كافة الاستعدادات الازمة لتقديم طعام ل5 آلاف شخص يومياً بالعراق.

### القَطرية
أرسلت قطر طائرة تحمل على متنها مساعدات إغاثية لمتضرري الزلزال، وتضمنت 49 طناً من المواد الغذائية والطبية والخيام.

### العراق
أعلن مكتب المرجع الديني علي السيستاني، أنه أعرب عن تضامنه مع المتضررين من الزلزال في غرب إيران " سائلا الله بالشفاء العاجل للمصابين" كما أفتى بالجواز لمقلديه كي يتبرعوا بنصف سهم الإمام لصالح المتضررين من الزلزال الذي ضرب محافظة كرمانشاه.

### أرمينيا
أعلنت وزارة الحالات الطائرة في أرمينيا أستعدادها لأرسال فرق الإغاثة والإنقاذ إلى إيران للمشاركة في عمليات الإغاثة لمنكوبي الزلزال.

### الصليب الأحمر الدولي
أعلن رئيس الصليب الأحمر الدولي بيتر ماورر استعداد الصليب الاحمر لتقديم الدعم لكوادر الهلال الأحمر الإيراني في المناطق المنكوبة بالزلزال.

### أذربيجان
أعلن سفير إيران لدى باكو أن وزارة الأحداث الطارئة الأذربيجانية أعلنت استعدادها لتقديم مساعدات لمنكوبي الزلزال.

## الاتهامات بالفساد
في يوم الأربعاء 15 تشرين الثاني/نوفمبر 2017، قال الرئيس الإيراني حسن روحاني أن سرعة انهيار المنازل المُشيدة من قبل الحكومة، بسبب هذا الزلزال، يشير إلى وجود فساد وقت بنائها، ونقلت عنه وسائل إعلام قوله: «عندما يصمد منزل بناه مواطنون في منطقة سرب الذهب وينهار مبنى أمامه شيدته الحكومة، فهذا دليل على وجود فساد». إذ أن تلك المنازل كانت قد بُنيت في إطار خطة للإسكان منخفض التكلفة بدأها الرئيس الإيراني السابق على روحاني، محمود أحمدي نجاد، عام 2011. أما بالنسبة لمنطقة سرب الذهب المذكورة، فالمقصود بها كان الإشارة إلى إحدى الصور التي انتشرت بين المواطنين الإيرانيين على مواقع التواصل الاجتماعي، وظهر فيها مبنىً في سرب الذهب عليه آثار دمار قليل نسبيًا بجانب مبنى آخر تعرض لدمار كبير وهو من تلك المباني التي شيدتها الحكومة زمن أحمدي نجاد. وأكدت هذه الصورة فكرة أن سوء حالة الأبنية الحكومية كان سببًا في زيادة عدد القتلى والمصابين جراء الزلزال. وقال روحاني إن أي أخطاء في تشييد المباني التي نفذتها الحكومة بمنطقة الزلزال ستخضع للمحاسبة. وقال محمد حسين صديقي المدعي العام في كرمنشاه إنه سيتم التحقيق في مدى جودة الأبنية الجديدة التي تضررت بشدة من الزلزال، وستُوجه الاتهامات إلى أي شخص يثبت تقصيره، فقال: «إذا كانت هناك أي مشكلات في البناء يجب محاسبة من أهملوا عن أعمالهم».

## ردود الفعل

### المحلية
- العراق:
  - حيدر العبادي: أعلن رئيس الوزراء العراقي حيدر العبادي، أنه يُتابع أوضاع المواطنين والآثار التي ترتبت جراء الهزة الأرضية التي ضربت البلاد.[65]
  - محافظة السليمانية: أعلنت محافظة السليمانية، عن تعطيل الدوام الرسمي في المؤسسات ليوم الأثنين جراء الهزة الأرضية.[66]
  - وزارة الصحة العراقية: أعلنت وزارة الصحة العراقية عن تسجيلها حالات هلع لاسيما في محافظة ديالى وأكدت استنفار كوادرها تحسباً لأي احتمال.[67]
  - وزارة الداخلية العراقية: وجه وزير الداخلية العراقي قاسم الأعرجي، فرق الدفاع المدني بالاستنفار والانتشار بالشوارع.[68]
  - فؤاد معصوم: عزى رئيس الجمهورية العراقية فؤاد معصوم، عبر برقية تعزية نظيره الإيراني حسن روحاني، بضحايا الزلزال الذي ضرب المناطق الحدودية بين إيران والعراق.[69]
- إيران:
  - علي الخامنئي: وجّه قائد الثورة الإسلامية آية الله الخامنئي عبر بيان جميع المسؤولين إلى بذل أقصى جهودهم لمساعدة المتضريين من الزلزال الذي ضرب كرمانشاه خصوصا العالقين تحت الأنقاض معرباً عن بالغ الأسف والحزن لضحايا الزلزال من القتلى والجرحى من المواطنين الإيرانيين. ودعا الخامنئي قوات التعبئة وحرس الثورة الإسلامية والجيش إلى البدء بسرعة وانتظام بعمليات رفع الأنقاض وإسعاف الجرحى، كما شدد على أنه على كل الأجهزة الحكومية العسكرية وغير العسكرية أن تبذل أقصى جهودها لمساعدة المتضررين وعوائلهم.[24]
  - حسن روحاني: أصدر حسن روحاني رئيس الجمهورية الإيرانية قرارا يكلف فيه نائبه الأول إسحاق جهانغيري بتعبئة كافة إمكانات البلاد من أجل إنقاذ المواطنين العالقين تحت الأنقاض ودعا جهانغيري إلى إدارة هذا الملف بأقصى درجات المسؤولية من أجل إنقاذ المواطنين العالقين تحت الأنقاض، معالجة الجرحى، وتوفير كافة الاحتياجات اللازمة للمواطنين المتضررين عبر الاستفادة من إمكانات الحكومة وكافة المؤسسات العامة، العسكرية ومؤسسات المجتمع المدني.[25]
  - وأصدرت الحكومة الإيرانية مساءَ اليوم الإثنين بياناً أعلنت فيه الحداد العام في البلاد يوم غد الثلاثاء.[70]
  - محمد جواد ظريف: عزا وزير خارجية إيران محمد جواد ظريف أسر ضحايا الزلزال العنيف الذي ضرب مناطقا واسعة من إيران بالإضافة إلى عدة محافظات في الجانب العراقي معربا عن بالغ حزنه وأسفه للخسائر التي حلت بالعديد من الاسر الذين فقدوا أفرادا من عوائلهم.[71]
  -  حرس الثورة الإسلامية: أكد الناطق باسم حرس الثورة الإسلامية العميد رمضان شريف بأن جميع وحدات الحرس الثوري سواء الوحدات البرية أو الجوية مستنفرة من أجل إغاثة وإيصال المساعدات في المناطق المنكوبة جراء زلزال أمس.[35]
  -  جيش الجمهورية الإسلامية الإيرانية: أعلن قائد القوة البرية لجيش الجمهورية الإسلامية الإيرانية العميد كيومرث حيدري بان 145 مروحية جاهزة للتوجه إلى منطقة الزلزال غرب إيران لتقديم الإغاثة ونقل الجرحى. قال حيدري: فقد أوعزنا إلى 4 الوية في القوة البرية للإسراع في ازالة الانقاض في المنطقة وانقاذ المصابين كأولوية أولى. وتم تخصيص معسكر «ابوذر» لعلاج الجرحى نظرا للدمار الذي لحق بمستشفى سربل ذهاب والذي قام لحدّ الآن بمعالجة 270 مصابا، وسننتهي ان شاء الله من عملية انقاذ المصابين حتى مساء اليوم.[47]

### العالمية
- تركيا:
  - بن علي يلدرم: أعلن رئيس الوزراء التركي، أن «تركيا تقف إلى جانب سكان العراق الشقيق بكل إمكانياتها؛ وقد بدأت فعليًا بالتحرك من أجل تلبية جميع احتياجاتهم وأرسلت أول قافلة مساعدات إنسانية عاجلة».[72]
  - رجب طيب أردوغان: قال الرئيس التركي رجب طيب أردوغان، أن خمسين شاحنة مساعدات دخلت عبر معبر خابور الحدودي مع العراق، وقدم أردوغان تعازيه للشعب العراقي والإيراني.[73]
  - علي أرباش: أعرب رئيس الشؤون الدينية التركي على أرباش، عن خالص تعازيه للشعب العراقي والإيراني بضحايا الزلزال الذي ضرب المنطقة مساء الأحد. وأكد أن بلاده على استعداد لتقديم كافة أشكال الدعم لمتضرري الزلزال.[8]
  - أحمد داوود أوغلو: عبر رئيس الوزراء التركي السابق أحمد داود أوغلو، عن خالص تعازيه للعراق، وإيران بضحايا الزلزال الذي ضرب المنطقة مساء الأحد. وأضاف أن تركيا ستقدم كافة أشكال الدعم للمنكوبين من الزلزال، وستضمد جراحهم كما كانت دائما.[11]
- الكويت:
  - صباح الأحمد الجابر الصباح: بعث أمير الكويت ببرقيات تعزية إلى الرئيس الإيراني حسن روحاني[74] والرئيس العراقي فؤاد معصوم وإلى حيدر العبادي رئيس مجلس الوزراء.[75]
  - مرزوق الغانم: بعث رئيس مجلس الأمة الكويتي مرزوق علي الغانم ببرقية إلى رئيس مجلس النواب العراقي الدكتور سليم الجبوري اعرب فيها عن خالص العزاء وصادق المواساة بضحايا الزلزال الذي ضرب الأراضي العراقية والإيرانية امس واسفر عن سقوط الكثير من الضحايا والجرحى.[76]
- الأردن: عبد الله الثاني بن الحسين: أرسل الملك الأردني تعزية إلى الرئيس العراقي فؤاد معصوم بضحايا الزلزال الذي ضرب شمال شرق العراق يوم الأحد، وأودى بحياة عدد من الضحايا وإصابة آخرين.[77]
- عُمان: قابوس بن سعيد: بعث سلطان سلطنة عمان برقية تعزية إلى الرئيس حسن روحاني رئيس الجمهورية الإسلامية الإيرانية في ضحايا الزلزال الذي ضرب المنطقة الحدودية الجبلية بين إيران والعراق.[69]
- سوريا: بعث الرئيس السوري بشار الاسد برقية تعزية إلى نظيره الإيراني حسن روحاني معربا فيه عن تعازيه ومواساته للحكومة والشعب الإيراني جراء الزلزال الذي وقع في إيران.[78]
- كندا: جاستن ترودو: أعرب رئيس وزراء كندا، عن تعازيه للأسر المتضررة من الزلزال الذي وقع في إيران والعراق.[79]
- ألمانيا: زيغمار غابرييل: عبّر وزير الخارجية الألماني عبر مؤتمر صحفي، عن تعازيه للضحايا الذين سقطوا جراء الزلزال الذي ضرب العراق ومناطق في إيران.[80]
- روسيا: فلاديمير بوتين: قدم الرئيس الروسي تعازيه للرئيسين العراقي فؤاد معصوم والإيراني حسن روحاني، في ضحايا الزلزال الذي ضرب البلدين.[81]
  -  تتارستان: بعث عد من المسؤولين والشخصيات العلمية والثقافية والفنية والسياسية والدينية في تتارستان برقيات تعزية منفصلة إلى إيران أعربوا فيها عن تعازيهم ومواساتهم لمنكوبي وعائلات ضحايا الزلزال.[82]
- إيطاليا: باولو جينتيلوني: أعرب رئيس وزراء إيطاليا «باولو جينتيلوني» عبر تغريدة عن تعاطفه مع مئات الضحايا في إيران والعراق في المناطق المنكوبة اثر الزلزال معلنا عن استعداد بلاده لتقديم مساعدات لمنكوبي الزلزال في البلدين.[83]
- الهند: أعرب رئیس وزراء الهند «ناریندرا مودی» عن أسفه إزاء وقوع الزلزال قائلا «إن قلبي مع جمیع المعزین الذین فقدوا أعزائهم في الزلزال المؤسف الذي هز مناطق من ایران والعراق وأتمنی الشفاء العاجل لكل المصابین في الحادث.»[84]
- المملكة المتحدة: أعرب نیكولاس هابتون السفیر البریطانی لدی طهران عن مواساته لأسر ضحایا الزلزال العنیف الذی ضرب مساء أمس الأحد غرب إیران معرباً فی تغریده علی موقع تویتر عن أسفه إزاء حدوث الزلزال الذی ضرب محافظة كرمانشاه غرب إیران.[85]
- الأرجنتين: «تعرب الأرجنتين عن بالغ حزنها واسفها لما لحق بايران من خسائر واضرار جراء الزلزال الذي ضرب مساء الاحد محافظاتها الغربي».[86]
- تركمانستان: أعرب الرئيس التركماني علي بردي محمدوف في برقية إلى الرئيس روحاني، عن تعازيه ومواساته بسقوط ضحايا وجرحى في الزلزال.[87]
- ماليزيا: عبرت ماليزيا حكومة وشعباً عن مواساتها وتعاطفها مع عوائل ضحايا الزلزال خلال بيان أصدرته الخارجية الماليزية.[88]
- الفاتيكان: عبر البابا فرنسيس خلال برقيتي مواساة منفصلتين بعثهما إلى العراق وإيران، عن تعازيه لفقدان عدد من مواطني البلدين خلال الزلزال العنيف.[89]
- الصين: بعث الرئيس الصيني شي جين بينغ برقيتي تعزية إلى نظيريه الإيراني والعراقي اعرب فيهما عن تعازيه بحادث الزلزال الذي ضرب المناطق الحدودية.[90]
- باكستان: أعرب عدد من كبار المسؤولين الباكستانيين اتصالات هاتفية مع السفارة الإيرانية معربين عن تعازيهم ومواساتهم.[91]
- لبنان: بعث الرئيس اللبناني ميشال عون إلى نظيره العراقي فؤاد معصوم والإيراني حسن روحاني معزياً بضحايا الهزة الأرضية التي ضربت الحدود العراقية الإيرانية.[92]
- فلسطين:
  - حماس: أعرب رئيس المكتب السياسي لحركة المقاومة الإسلامية (حماس)، إسماعيل هنية عن تعازيه ومواساته لرئيس الجمهورية الإسلامية حسن روحاني وللشّعب الإيراني بسقوط ضحايا الزلزال الكبير الذي ضرب عددا من المحافظات غربي البلاد.[93]
- أيرلندا: بعث سايمون كاوني وزير خارجية إيرلندا وعدد من المسؤولين الإيرلنديين رسائل أعربوا فيها عن أسفهم لوضوع ضحايا جراء الزلزال.[94]

### منظمات عالمية
- الأمم المتحدة: عبّر الأمين العام للأمم المتحدة عبر بيانٍ صادر عن المنظمة عن حزنه الشديد جراء الخسائر بالأرواح والاضرار بسبب الزلزال متمنيا الشفاء العاجل للجرحى والمصابين. وبحسب البيان فأن الامين العام اثنى على الجهود المبذولة على الصعيد المحلي في هذا الصدد، مشيرا أن الامم المتحدة تقف على استعداد للمساعدة عند الاقتضاء.[95]
- الاتحاد الأوروبي: بعث المفوض الأوروبي المختص بالمساعدات الإنسانية «كريستوس ستيليانيدس» ببرقیة تعزئة معبرا فیها عن تعاطفه مع المصابین وأسر ضحایا المنكوبین بالزلزال ومعربا عن أسفه إزاء وقوع الزلزال في إيران والعراق قائلا ان الاتحاد الأوروبي یستعد لتقدیم المساعدات إلی طهران.[84]
- بعث البابا فرنسيس بابا الفاتيكان، ببرقيات تعزية إلى الرئيسين العراقي فؤاد معصوم والإيراني حسن روحاني، معزيا بضحايا زلزال ضرب مناطق في بلديهما.[69]

## معرض الصور

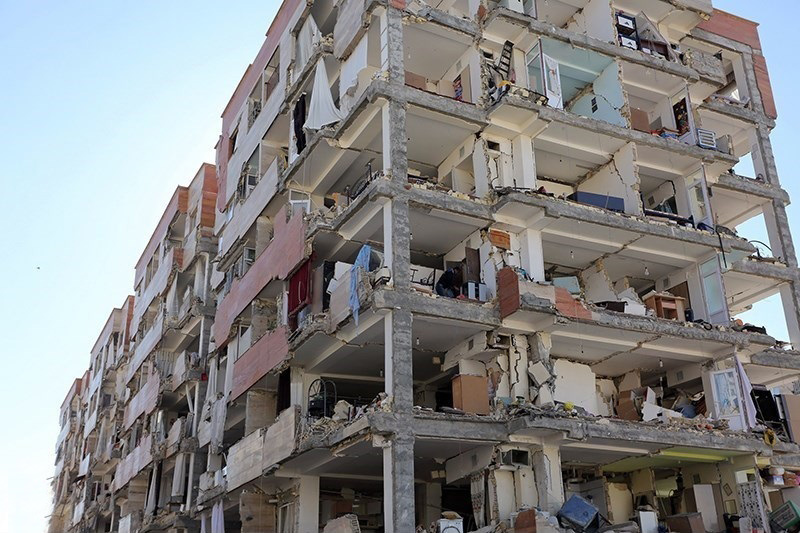
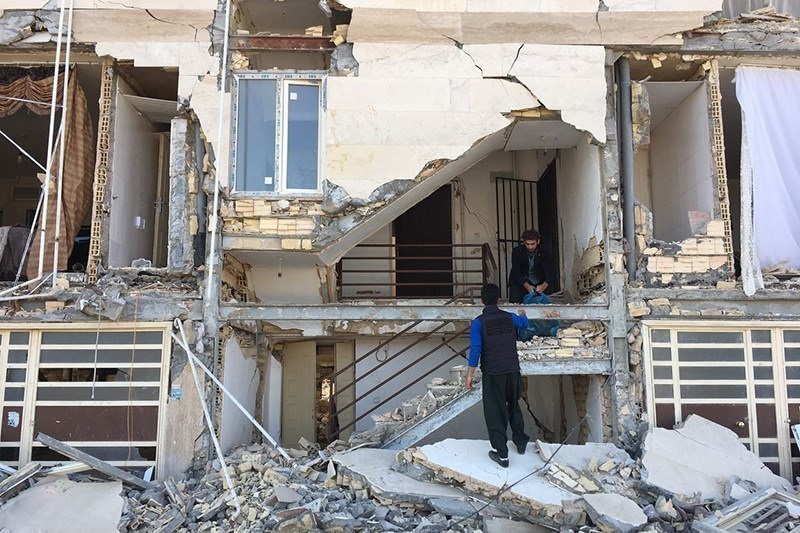
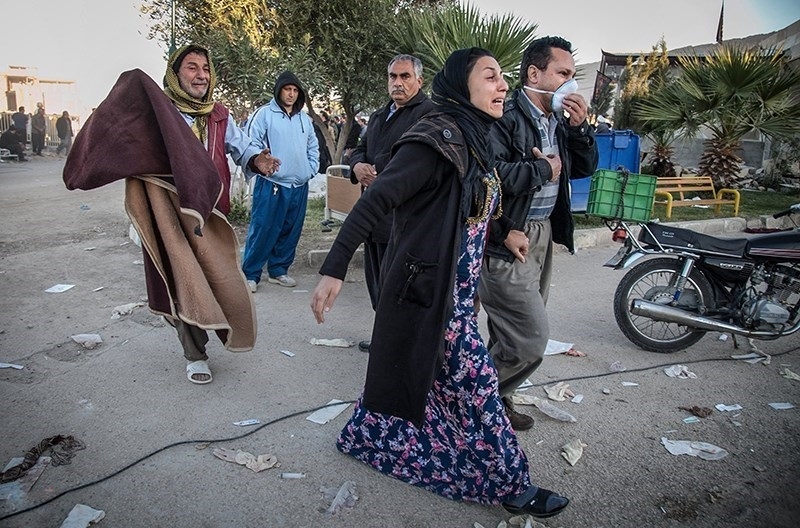
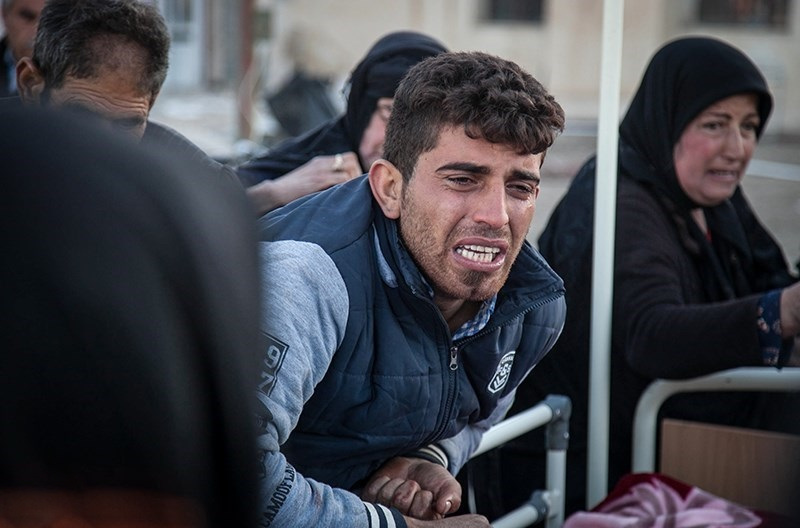
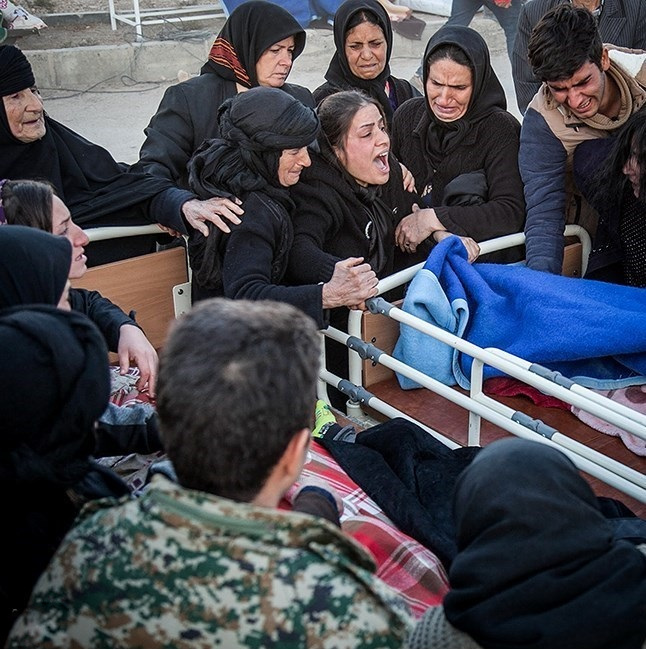
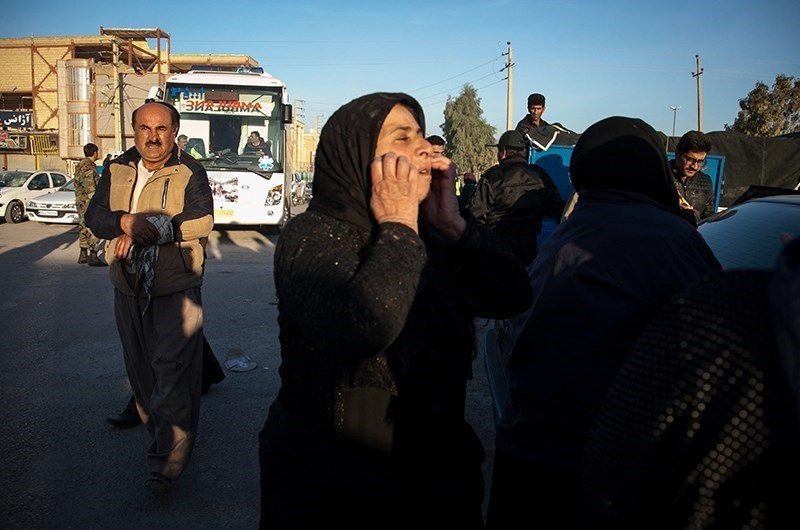
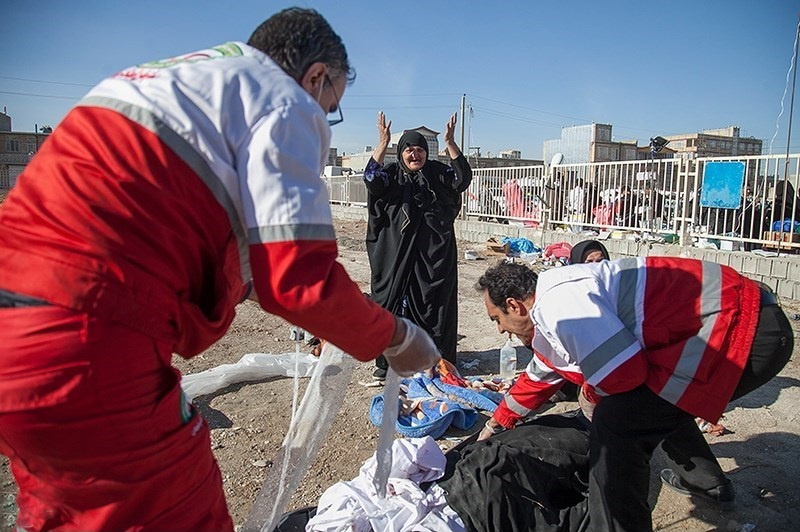
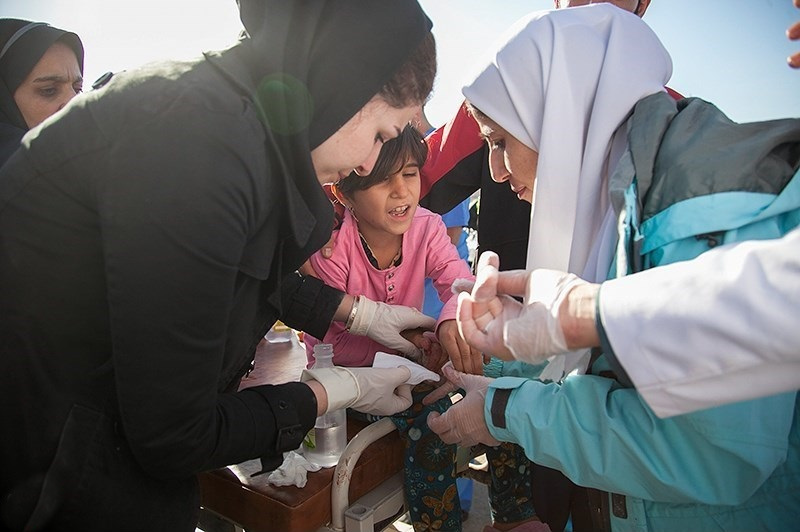
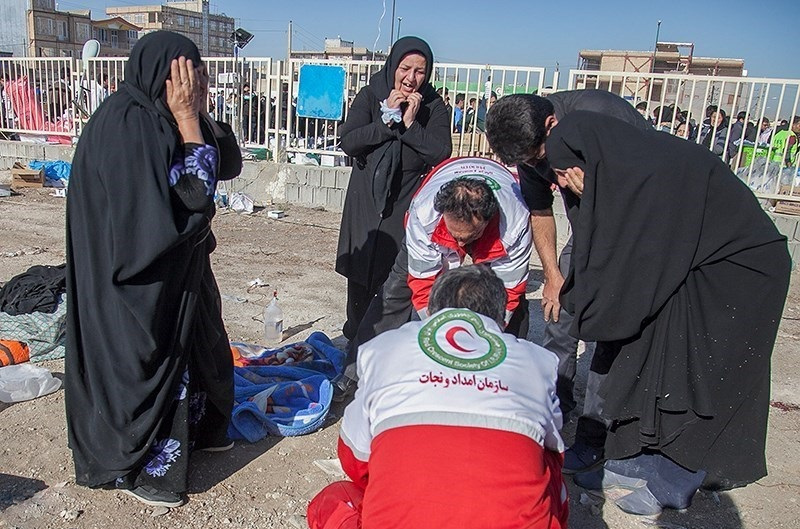

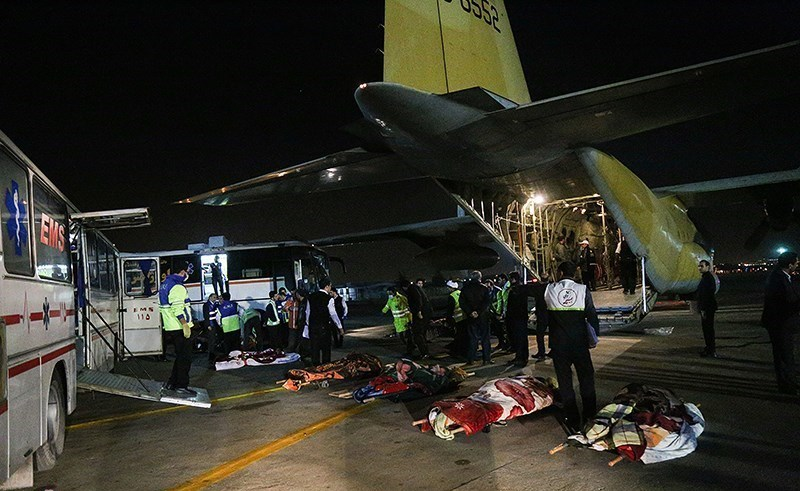
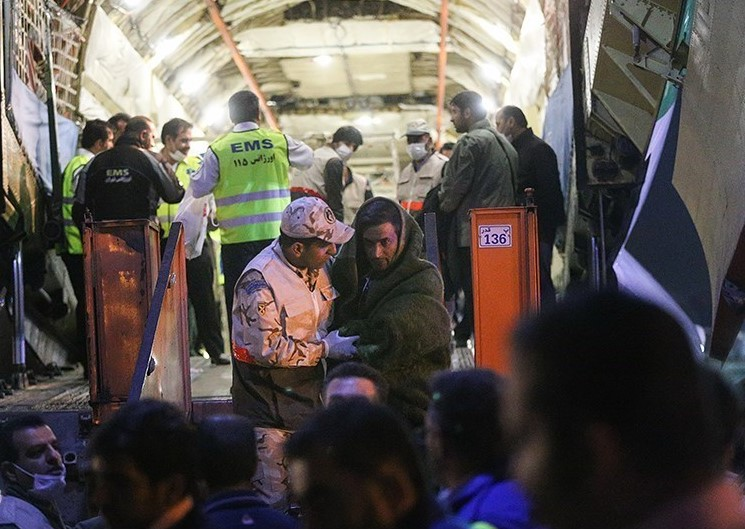
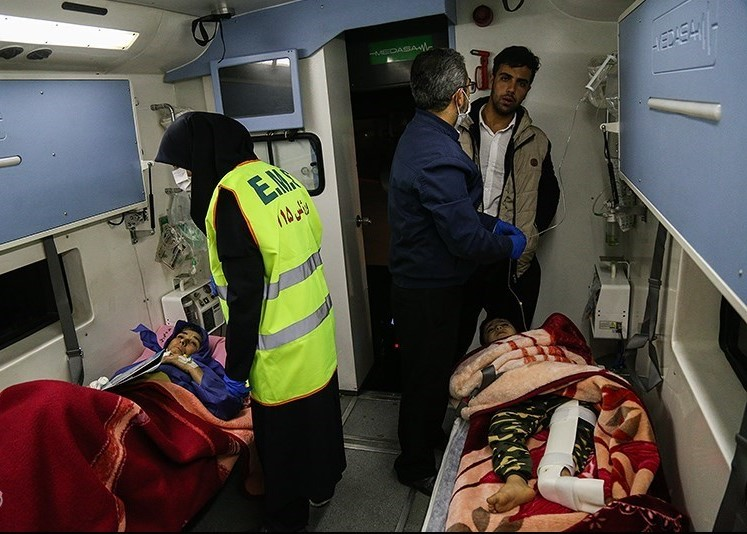
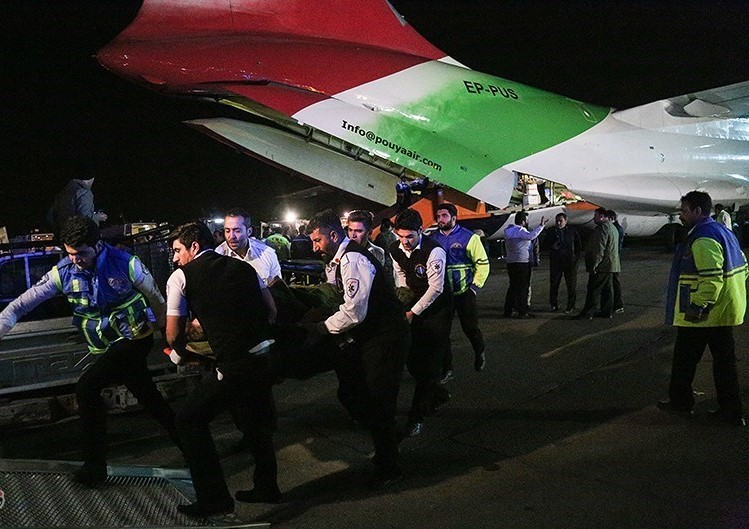
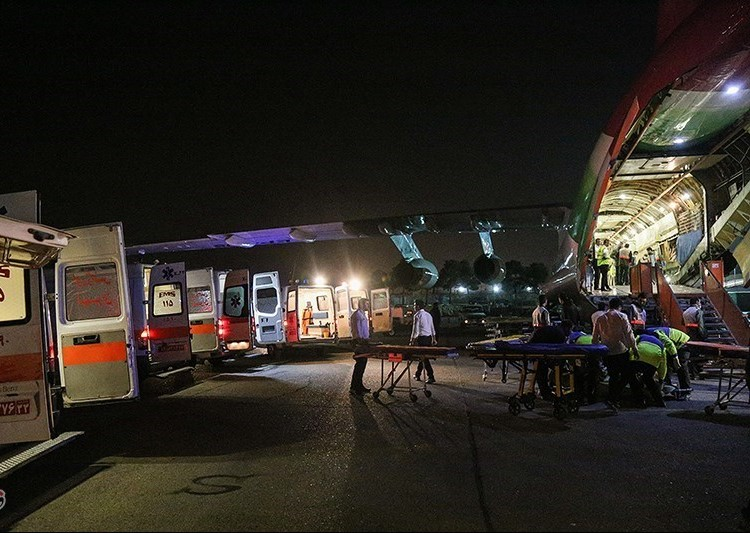
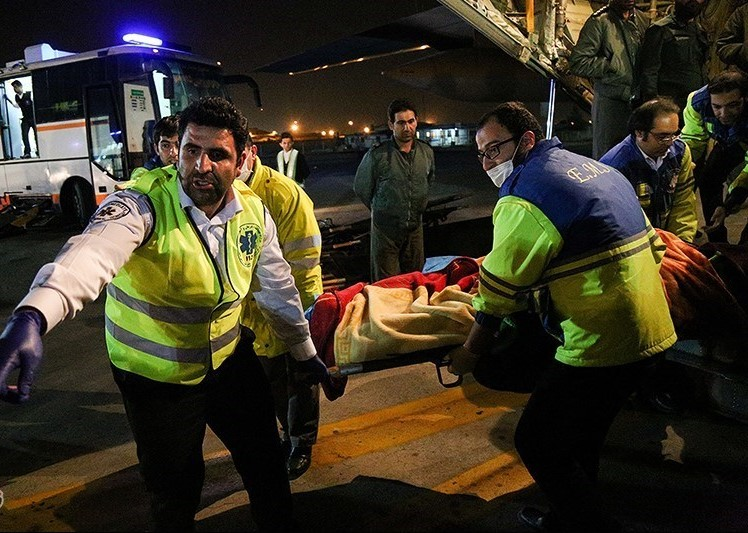
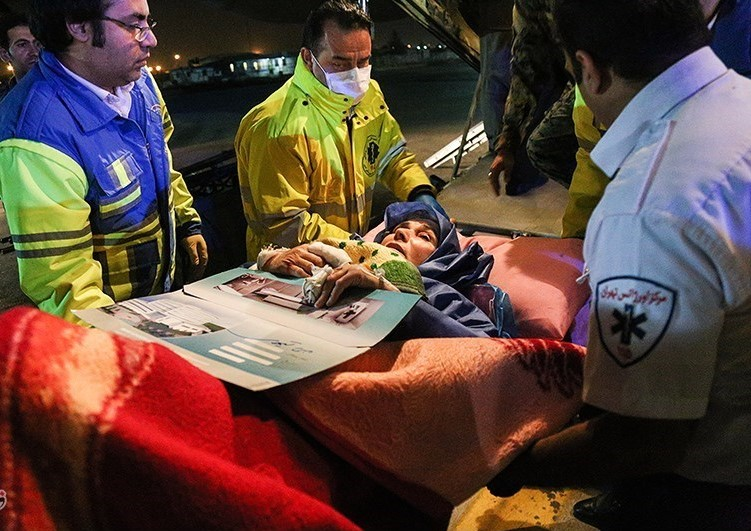
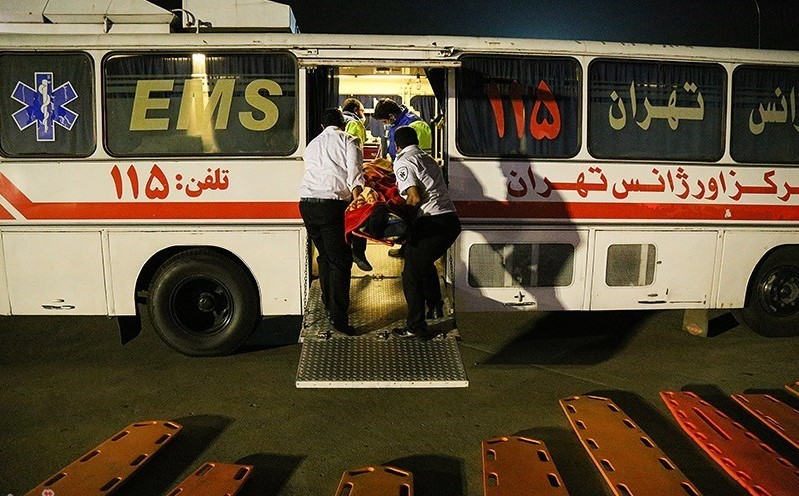
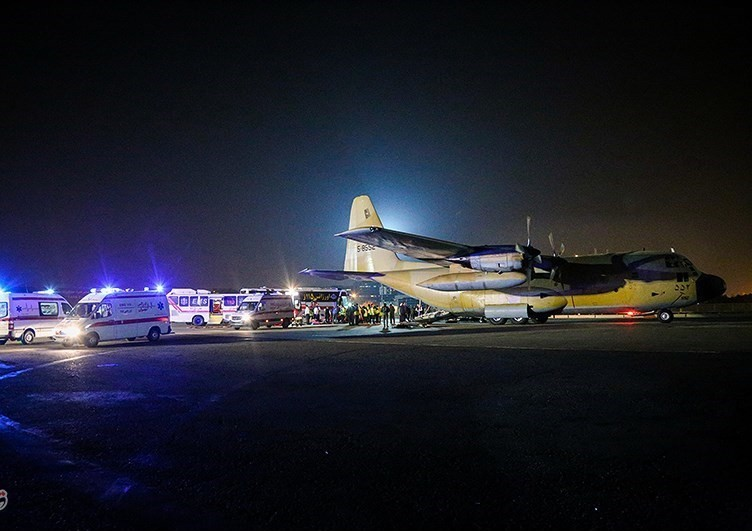
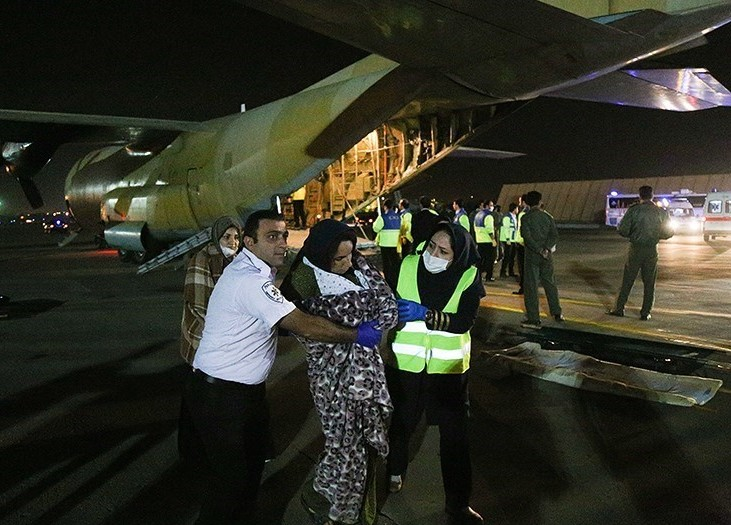
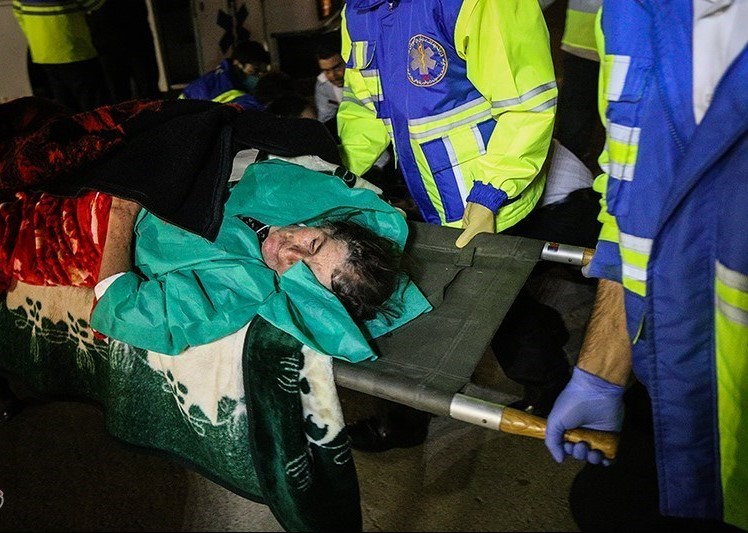
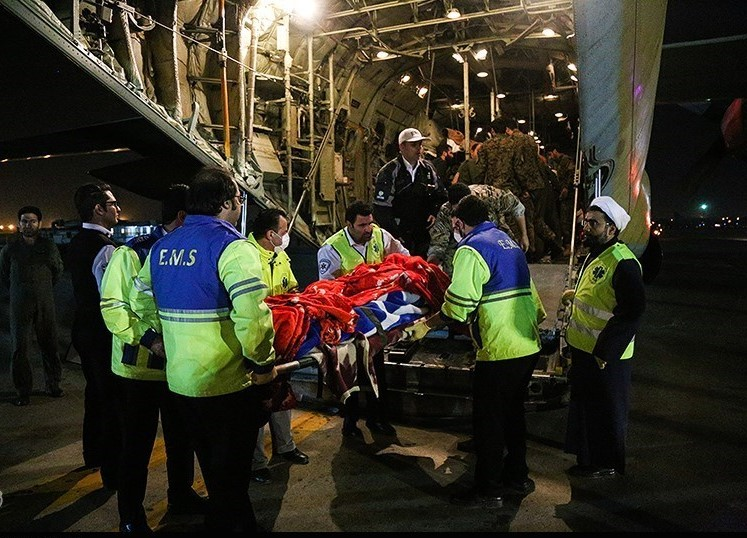

وصول المصابين من الزلزال إلى مطار مهرآباد

## وصلات خارجية
- ملخص الماسح الجوي الأمريكي بالأنجليزية
- معهد الجيوفيزياء، تقرير لجامعة إيران عن الهزة الأرضية (بالفارسية)